# Сарџент (Минесота)
Сарџент (енгл. Sargeant) град је у америчкој савезној држави Минесота.

## Демографија
По попису из 2010. године број становника је 61, што је 15 (-19,7%) становника мање него 2000. године.
| Група             | 2000.      | 2010.      |
| Белци             | 75 (98,7%) | 59 (96,7%) |
| Афроамериканци    | 0 (0,0%)   | 0 (0,0%)   |
| Азијати           | 0 (0,0%)   | 1 (1,6%)   |
| Хиспаноамериканци | 0 (0,0%)   | 0 (0,0%)   |
| Укупно            | 76         | 61         |